# Fabien Audard
Fabien Audard (Nizza, 28 marzo 1976) è un ex calciatore francese, di ruolo portiere.